# Fuensalida
Fuensalida ist eine Kleinstadt und eine zentralspanische Gemeinde (municipio) mit 12.508 Einwohnern (Stand: 2024) in der Provinz Toledo im Norden der Autonomen Gemeinschaft Kastilien-La Mancha. 

## Lage und Klima
Der Ort Fuensalida liegt etwa 30 km (Fahrtstrecke) nordwestlich von Toledo bzw. knapp 70 km südwestlich von Madrid in der historischen Provinz La Mancha in einer Höhe von ca. 595 m. Das Klima im Winter ist rau, im Sommer dagegen trocken und warm; der spärliche Regen (ca. 400 mm/Jahr) fällt überwiegend in den Wintermonaten.

## Bevölkerungsentwicklung
| Jahr      | 1857  | 1900  | 1950  | 2000  | 2020   |
| Einwohner | 2.580 | 3.372 | 4.812 | 7.665 | 11.655 |

Trotz der zunehmenden Mechanisierung der Landwirtschaft und der Aufgabe bäuerlicher Kleinbetriebe ist die Bevölkerung infolge der relativen Nähe zum Großraum Madrid seit der Mitte des 20. Jahrhunderts deutlich gewachsen.

## Wirtschaft
Das Umland von Fuensalida war und ist im Wesentlichen landwirtschaftlich geprägt (Getreide, Oliven und Wein); die Stadt selbst diente als handwerkliches und merkantiles Zentrum für die umliegenden Weiler und Einzelgehöfte. Im 19. Jahrhundert entstand eine regional bedeutsame Schuhfabrikation.

## Geschichte
Ein Jahr nach der Rückeroberung (reconquista) Toledos und seiner Umgebung im Jahr 1085 durch Alfons VI. wurde das Umland nach der Schlacht bei Zallaqa erneut von den berberischen Almoraviden besetzt; danach kamen die Almohaden. Nur zögerlich wurde das Gebiet um Fuensalida durch Christen aus dem Norden und dem Süden der Iberischen Halbinsel wiederbesiedelt (repoblación). Im 13. und 14. Jahrhundert wechselten verschiedene Grundherren einander ab, bis der Ort im Jahr 1404 an Pedro López de Ayala el Tuerto verkauft wurde. Dessen Familie übte lange Zeit vom Palacio de Fuensalida in Toledo aus die Grundherrschaft (señorio) über den Ort und sein Umland aus. Im Jahr 1470 schuf Heinrich IV. von Kastilien eine Grafschaft (condado), deren Titel bis heute besteht.

## Sehenswürdigkeiten
- Die im Mudéjar-Stil der Spätgotik aus Bruch- und Ziegelsteinen errichtete Iglesia de San Bautista entstand im 15./16. Jahrhundert; der Glockenturm (campanario) erhebt sich über der Apsis.
- Das ehemalige Franziskanerkloster und heutige Colegio de San José ist ebenfalls aus Ziegelsteinen erbaut.
- Die Gerichtssäule (rollo oder picota) stammt aus dem 16. Jahrhundert.